# Q-pop
Q-POP (/kju pɔp/, аббревиатура от англ. Qazaq pop) — музыкальная субкультура, возникшая в Казахстане и вобравшая в себя элементы западного электропопа, хип-хопа, танцевальной музыки и современного ритм-н-блюза.
Основоположителем этого музыкального жанра является группа Orda, дебютировавшая в 2001 году. В 2014 году солист группы, Ерболат Беделхан, создает проект K-Top Idols, который в 2015 году дебютирует под новым названием — Ninety One, и тем самым дав импульс направлению Q-pop. Вслед за ней в Казахстане за пять лет появилось много других групп и артистов данного жанра.

## Первый Q-POP фестиваль
27 октября 2018 года в городе Алматы, в Алматы-Арена прошёл Q-FEST. Ерболат Беделхан, продюсер группы Ninety One, объединился со всеми продюсерами Q-pop артистов, чтобы создать одно большое сообщество, фестиваль, а также, в будущем, музыкальную премию. Ерболат Беделхан инициировал создание ассоциации поддержки Q-pop музыки, куда входят помимо него, как минимум, 6 продюсеров. Усилия объединяются, чтобы создавать настоящих артистов.

## Project X
В 2019 году компания "Salem Social Media" организовала первый Q-POP фестиваль в Казахстане в рамках проекта Q-POP Salem. Фестиваль планируется проводить на ежегодной основе. Также проектом "Q-POP Salem" было создано реалити-шоу "Project X", где привлекли артистов из лейбла "JUZ Entertainment" - группу Ninety One. Главная цель реалити-шоу - создание нового казахстанского бойзбенда в жанре Q-POP. В финале шоу была создана группа "DNA".

## Иглз из провинции / Ауылдан келген Eaglez
"Иглз из провинции"/"Ауылдан келген Eaglez" - интерактивное онлайн шоу на платформе YouTube, в котором зрители влияли на развитие сюжета. Двое участниц из Алматы выполняли задания подписчиков из соц сетей проекта Q-POP Salem и организаторов. В шоу был задействован казахстанский бойзбенд Ninety One. Проект стартовал 13 мая в 18:00 и шел в прямом эфире 7 дней.

## Термин «Q-POP»
Термин «Q-POP» был придуман в 2015 году продюсером группы Ninety One для того, чтобы выделить казахскую поп-музыку от остальной мировой поп-сцены. Буква «Q» происходит от написания названия страны на казахской латинице — Qazaqstan. Термин часто используют в Казахстане для описания различных музыкальных стилей, включая поп, рок, рэп, соул и танцевальную музыку. Основателями этого жанра является группа Ninety One.

## Влияние
Зимой 2019-2020 года Максим Фадеев, вдохновлённый успехом K-pop и Q-pop собрал русскоязычный бойз-бенд INKI, участниками которого стали молодые казахи.